# Chavanat
Chavanat ist eine Gemeinde in Frankreich. Sie gehört zur Region Nouvelle-Aquitaine, zum Département Creuse, zum Arrondissement Guéret und zum Kanton Ahun. Die Bewohner nennen sich Chavanatais oder Chavanataises.

## Geographie
Sie grenzt im Norden an Saint-Georges-la-Pouge, im Nordosten an Saint-Sulpice-les-Champs, im Osten an Saint-Michel-de-Veisse, im Südosten an Banize, im Süden an Le Monteil-au-Vicomte, im Südwesten an Vidaillat und im Nordwesten an La Pouge.

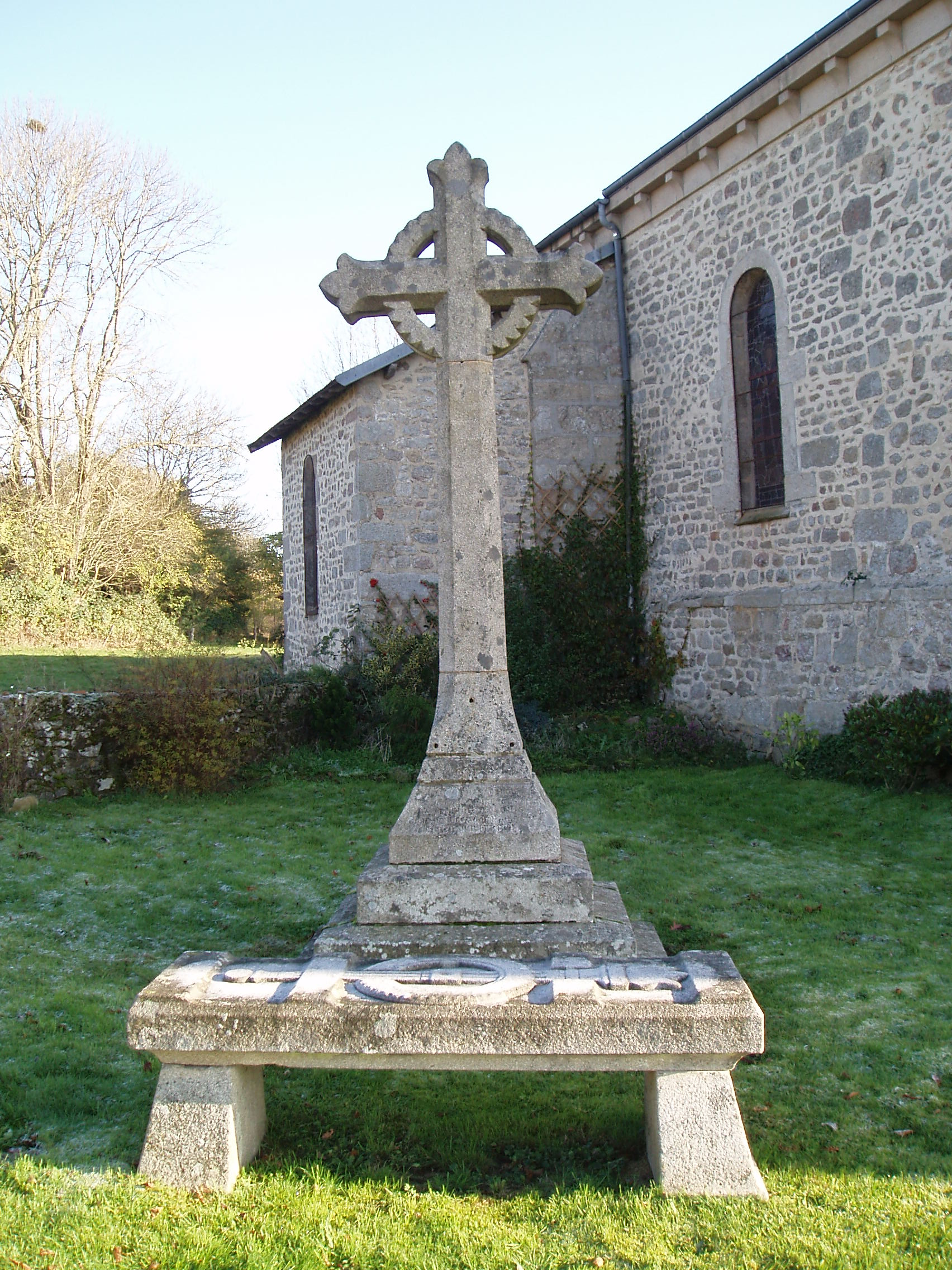
Flurkreuz
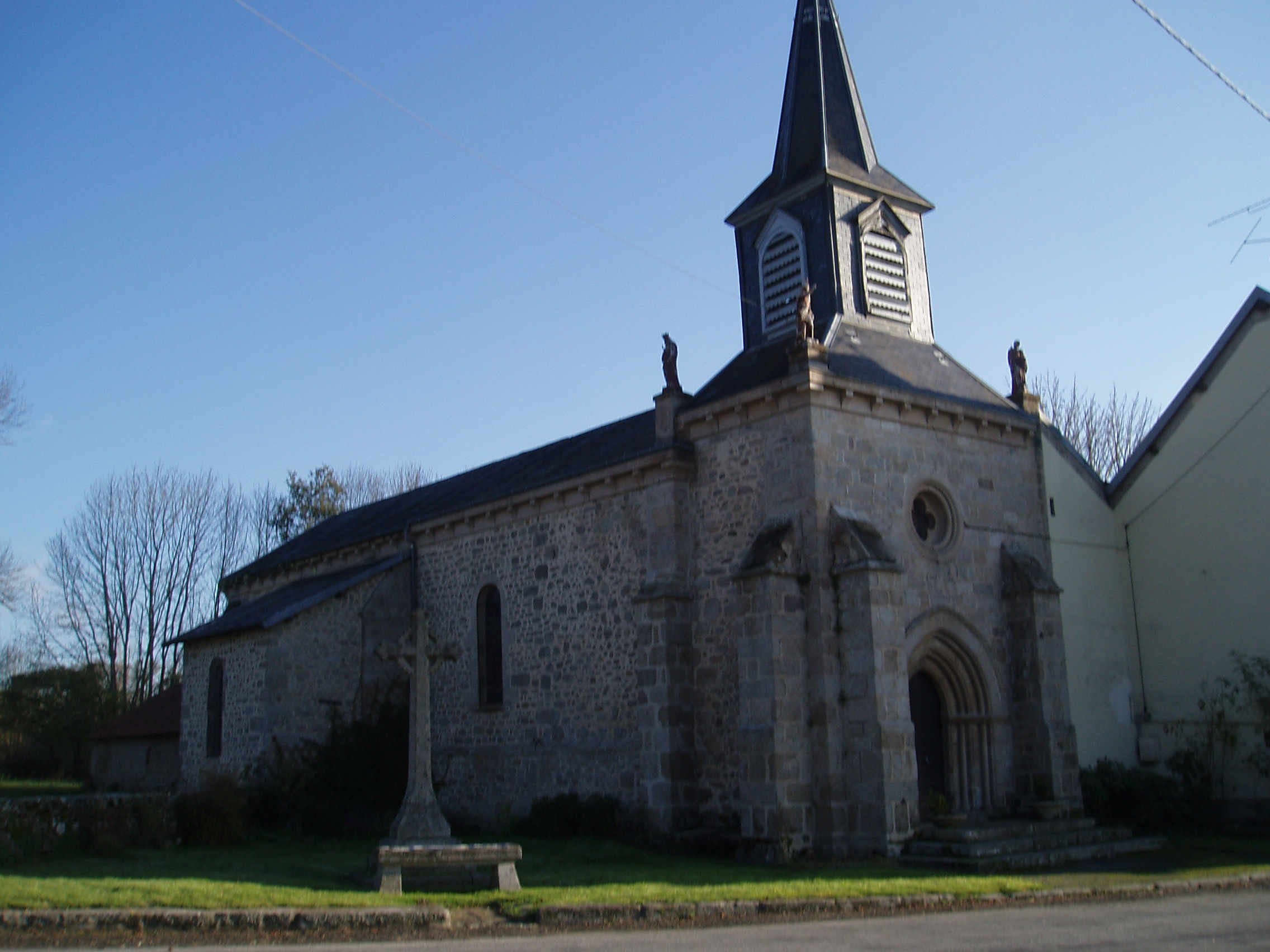
Kirche Saint-Jean-Baptiste

## Bevölkerungsentwicklung
| Jahr      | 1962 | 1968 | 1975 | 1982 | 1990 | 1999 | 2006 | 2012 |
| --------- | ---- | ---- | ---- | ---- | ---- | ---- | ---- | ---- |
| Einwohner | 224  | 182  | 202  | 154  | 144  | 127  | 131  | 127  |